# Villoria
Villoria is een gemeente in de Spaanse provincie Salamanca in de regio Castilië en León met een oppervlakte van 31,65 km². Villoria telt 1.389 inwoners (1 januari 2016).